# Cache County

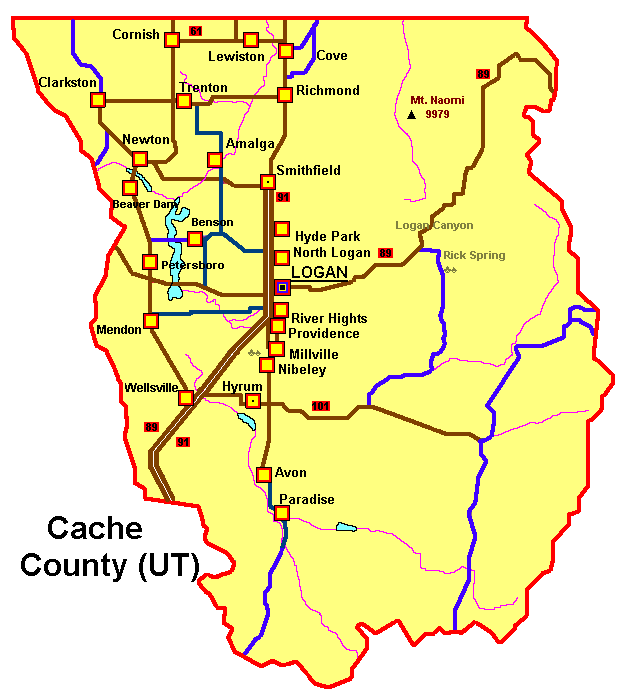
Karta över Cache County

Cache County är ett administrativt område i delstaten Utah, USA, med 112 656 invånare. Den administrativa huvudorten (county seat) och största stad är Logan.

## Geografi
Enligt United States Census Bureau har countyt en total area på 3 038 km². 3 016 km² av den arean är land och 22 km² är vatten.
Cache Valley ligger i Cache County samt i södra Idaho. Östra delen av countyt täcks av Bear River Mountains, den nordgligaste delen av Wasatch Range, med toppar upp till 3000 m ö.h.

### Angränsande countyn
- Box Elder County, Utah - väst
- Weber County, Utah - syd
- Rich County, Utah - öst
- Franklin County, Idaho - nord
- Oneida County, Idaho - nordväst

### Tätorter
- Amalga
- Avon
- Benson
- Cache Junction
- Clarkston
- College Ward
- Cornish
- Cove
- Hyde Park
- Hyrum
- Lewiston
- Logan
- Mendon
- Millville
- Newton
- Nibley
- North Logan
- Paradise
- Petersboro
- Providence
- Richmond
- River Heights
- Smithfield
- Trenton
- Wellsville
- Young Ward